# Jacques des Prés-Montpezat
Jacques des Prés Montpezat  (tué à Loubejac  en  25 janvier 1589), est un ecclésiastique qui fut  évêque de Montauban de 1556 à 1589.

## Biographie
Jacques des Près est le fils d'Antoine de Lettes-Desprez de Montpezat. En 1543 après son apostasie, Jean de Lettes renonce à l'évêché de Montauban en faveur de son neveu. Ce dernier clerc à Cahors, doyen de la Collégiale Saint-Martin de Montpezat-de-Quercy et également  abbé commendataire de l'abbaye de Loc-Dieu, n'obtient l'accord du Saint-Siège que le 4 mai 1556.
Il ne prend possession de son diocèse que le 19 novembre 1556. Il ne sera jamais consacré et doit mener de nombreux combats contre les partisans de la Réforme protestante très actifs dans la région, il se comporte en véritable homme de guerre. Il est assassiné par un soldat à Loubejac le 25 janvier 1589 alors qu'il revenait à Montauban de son abbaye de l'Étoile en Poitou dont il est aussi commendataire. Il est inhumé le lendemain dans la collégiale à Montpezat-de-Quercy et son siège épiscopal demeure vacant jusqu'en 1600.